# Cono Sur
Cono Sur (portugalsky Cone Sul, česky Jižní kužel) je geografický a kulturní region tvořící jižní část Jižní Ameriky, jižně od obratníku Kozoroha. Oblast zahrnuje Argentinu, Uruguay a Chile. Od západu je ohraničena Tichým oceánem, z východu Atlantským oceánem. Nejjižnější část regionu poblíž souostroví Ohňová země se nachází asi 960 km od Antarktidy a je k tomuto kontinentu nejbližší kontinentální pevninou. Z hlediska sociálního a ekonomického jsou někdy do regionu Cono Sur zahrnovány kromě zmíněných států také Jižní a Jihovýchodní region Brazílie. Podle nejširší definice zahrnuje Cono Sur kvůli společné historii a geografii i Paraguay a Bolívii.
V regionu Cono Sur je vysoká střední délka života i životní úroveň a nejvyšší index lidského rozvoje v Latinské Americe. Jedná se o nejbohatší makroregion Latinské Ameriky.

## Galerie

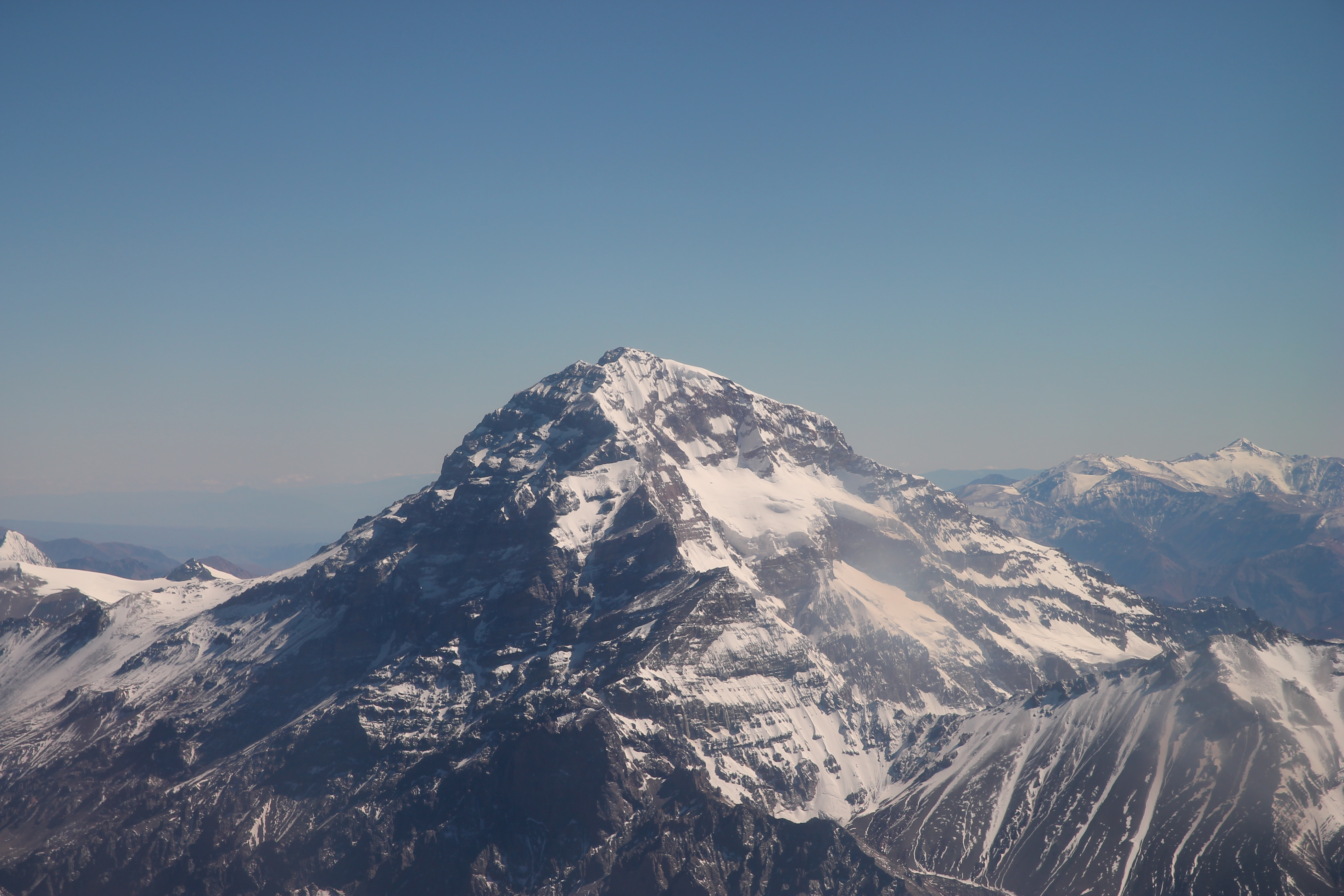
Aconcagua, nejvyšší hora Jižní Ameriky
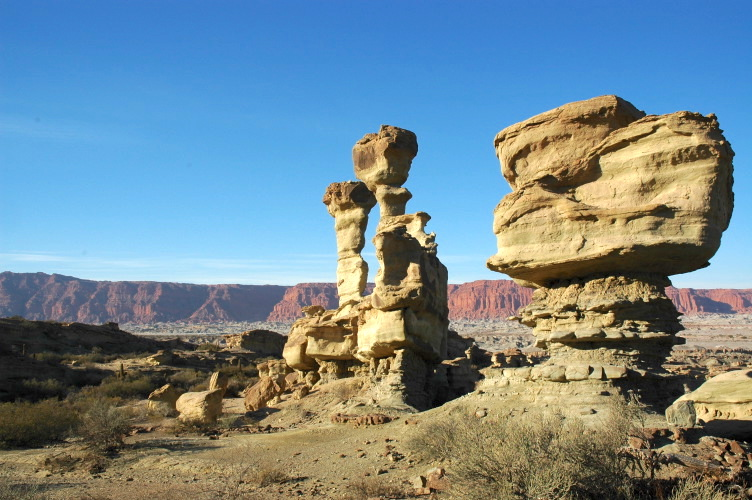
Skalní útvary v národním parku Ischigualasto
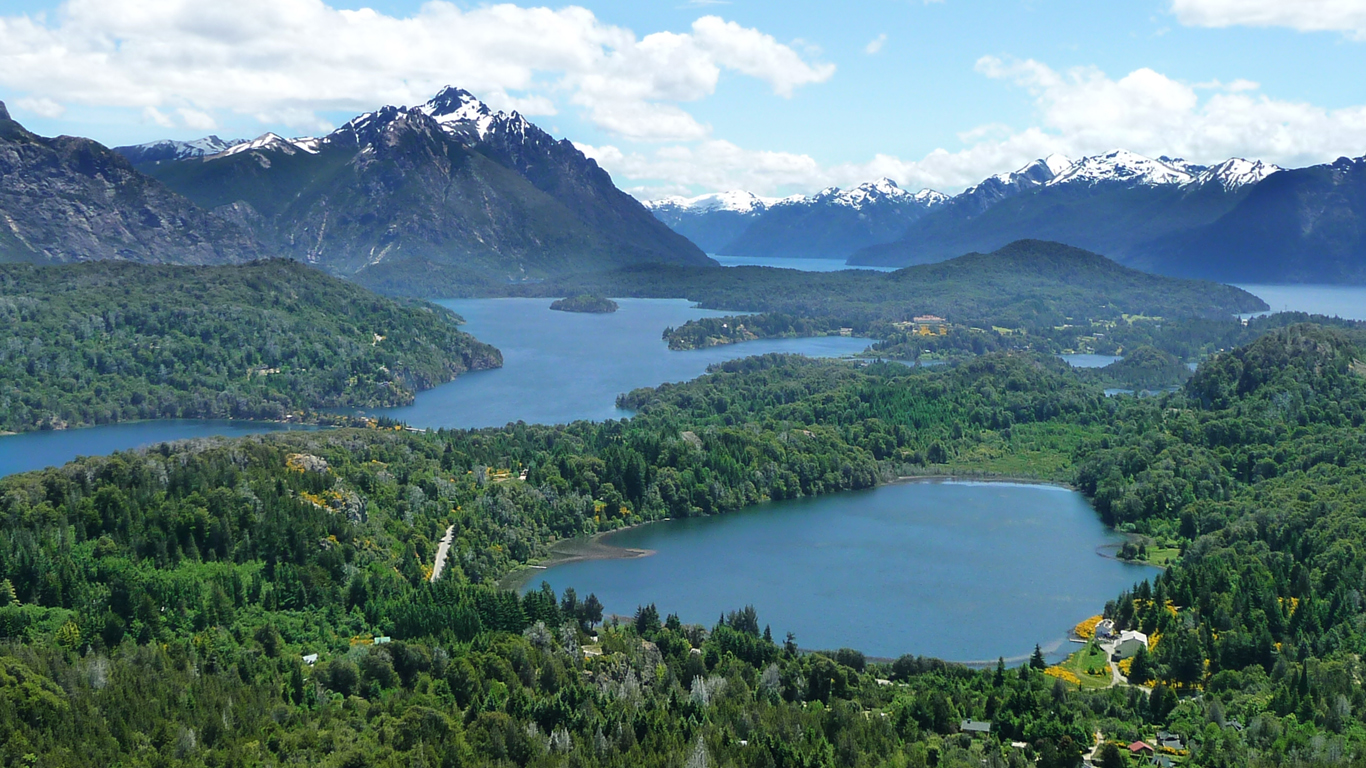
Ledovcová jezera u Bariloche
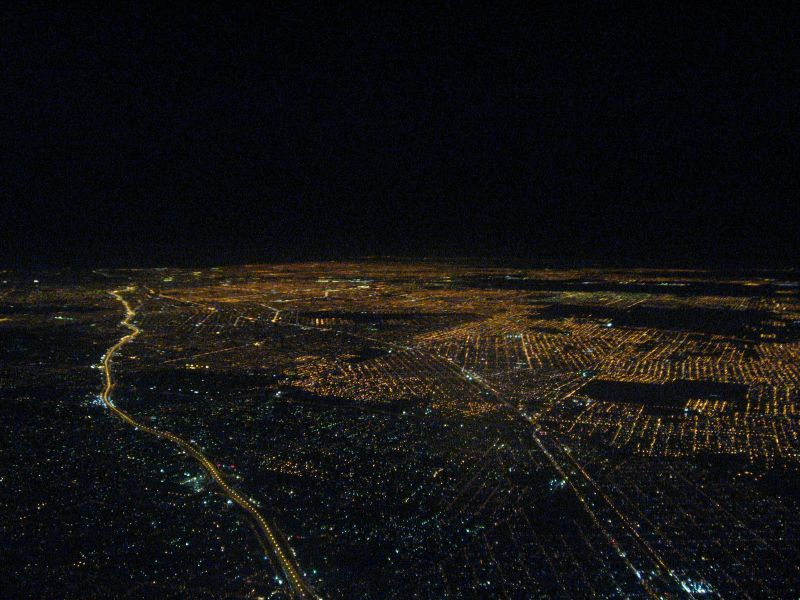
Noční letecký snímek metropolitní oblasti Gran Buenos Aires
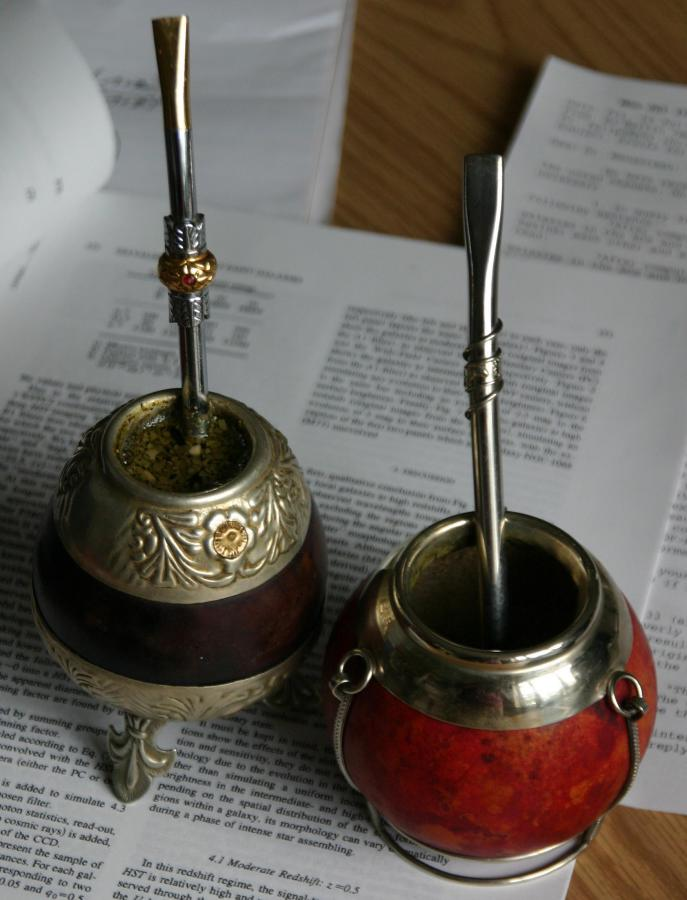
Maté, tradiční nápoj z regionu Cono Sur